# 8959 Oenanthe
8959 Oenanthe (2550 P-L) là một tiểu hành tinh vành đai chính được phát hiện ngày 24 tháng 9 năm 1960 bởi C. J. van Houten, I. van Houten-Groeneveld, T. Gehrels ở Palomar.